# Jan Langedijk

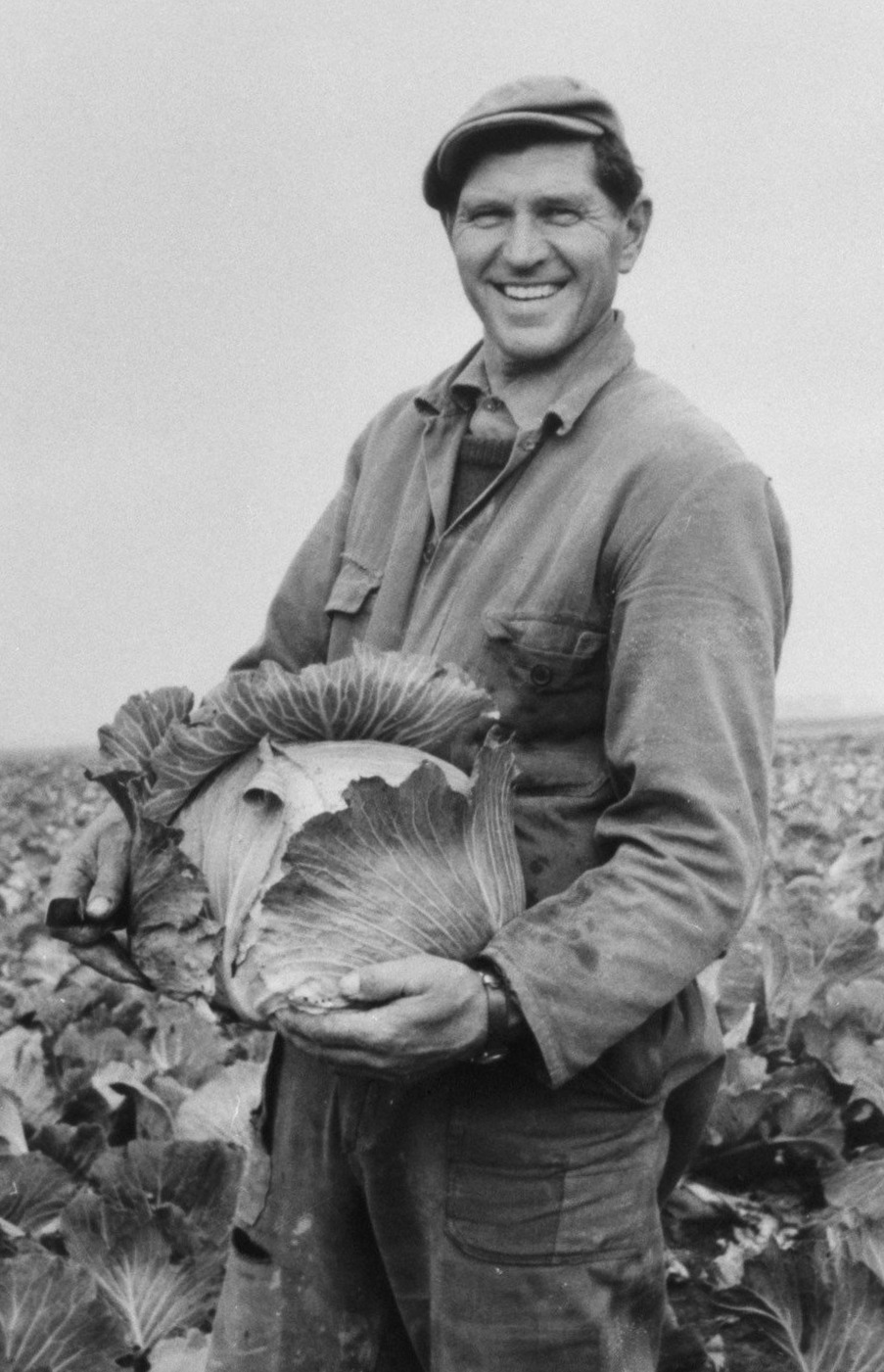
Jan Langedijk (1965) auf seinem Hof in Schermer

Jan Langedijk (* 27. Juli 1910 in Noord-Scharwoude; † 3. Dezember 1981 in Beemster) war ein niederländischer Eisschnellläufer.

## Werdegang
Langedijk startete international erstmals bei der Mehrkampf-Weltmeisterschaft 1933 in Oslo, beendete den Wettbewerb aber vorzeitig. Im selben Jahr wurde er Dritter bei den niederländischen Meisterschaften. In den folgenden Jahren belegte er bei der Mehrkampf-Europameisterschaft 1934 in Hamar den 14. Platz und bei der Mehrkampf-Weltmeisterschaft 1935 in Oslo den neunten Rang. In der Saison 1935/36 lief er nach Platz 11 bei der Mehrkampf-Europameisterschaft 1936 in Oslo, bei der Mehrkampf-Weltmeisterschaft 1936 in Davos auf den 14. Platz und bei den Olympischen Winterspielen 1936 in Garmisch-Partenkirchen auf den 24. Platz über 500 m, auf den 14. Rang über 1500 m, auf den sechsten Platz über 10.000 m, sowie auf den vierten Platz über 5000 m. Im folgenden Jahr wurde er bei der Mehrkampf-Weltmeisterschaft in Oslo Zehnter und bei der Mehrkampf-Europameisterschaft in Davos Achter. Bei der Mehrkampf-Europameisterschaft 1938 in Oslo lief er auf den 16. Platz und bei der Mehrkampf-Weltmeisterschaft 1938 in Davos auf den achten Rang. Im Winter 1938/39 kam er bei der Mehrkampf-Europameisterschaft 1939 in Riga auf den 20. Platz und bei der Mehrkampf-Weltmeisterschaft 1939 in Helsinki auf den zehnten Rang. In den Jahren 1940, 1941 und 1947 wurde er niederländischer Meister im Mehrkampf. Bei der inoffiziellen Mehrkampf-Weltmeisterschaft 1940 in Oslo errang er den 13. Platz. 
Nach dem Zweiten Weltkrieg belegte Langedijk bei der Mehrkampf-Europameisterschaft 1947 in Stockholm den 18. Platz und bei der Mehrkampf-Weltmeisterschaft 1947 in Oslo den zehnten Rang. In der Saison 1947/48 lief er bei der Mehrkampf-Europameisterschaft 1948 in Hamar auf den neunten Platz und in St. Moritz bei seinen zweiten Olympischen Winterspielen, wo er auch Flaggenträger war, auf den 29. Platz über 500 m, auf den 13. Rang über 1500 m, auf den sechsten Platz über 10.000 m, sowie auf den fünften Platz über 5000 m. Im folgenden Jahr errang er bei der Mehrkampf-Weltmeisterschaft in Oslo den 22. Platz und bei der Mehrkampf-Europameisterschaft in Davos den zehnten Platz.

## Persönliche Bestleistungen
| Disziplin | Zeit        | Datum             | Ort       |
| --------- | ----------- | ----------------- | --------- |
| 500 m     | 45,0 s      | 5. Februar 1938   | Davos     |
| 1000 m    | 1:43,6 min  | 17. Dezember 1933 | Langedijk |
| 1500 m    | 2:20,1 min  | 5. Februar 1949   | Davos     |
| 5000 m    | 8:24,2 min  | 5. Februar 1949   | Davos     |
| 10.000 m  | 17:28,2 min | 5. Februar 1938   | Davos     |